# 파이널 데스티네이션 (영화)
《파이널 데스티네이션》(영어: Final Destination)은 2000년 개봉한 미국의 초자연 공포 영화이다. 제임스 웡이 연출하고 《엑스파일》 각본가 글렌 모건, 제프리 레딕과 공동 각본을 썼다.
이 영화는 뉴 라인 시네마가 배포하였다. DVD는 2000년 9월 26일에 출시되었다. 파이널 데스티네이션 영화 시리즈 첫 편으로, 그 뒤에 네 편의 속편과 일련의 소설책, 만화책이 출시되었다.
대한민국에서는 처음에 “데스티네이션”이라는 제목이 붙었으나 4편 제목 《파이널 데스티네이션 4》의 영향에 따라 “파이널 데스티네이션”이라는 원 제목도 함께 쓰인다. 중국에서는 “죽음의 신이 왔다”(死神来了)와 “죽음의 종착역”(绝命终结站)이라는 제목으로 출시되었다.
속편 《파이널 데스티네이션 2》(2003)로 이어진다.

## 줄거리
주인공 앨릭스는 고등학교 졸업 여행을 떠나기 위해 탑승한 파리행 보잉 747 안에서 이 비행기의 사고를 예지한다. 바로 현실에서 징조가 시작되자 공포에 질린 앨릭스는 평소 사이가 좋지 않던 카터와 싸우게 되고, 여기에 휘말린 동급생 및 교사 일부가 앨릭스와 함께 비행기에서 쫓겨난다.
이 여객기가 이륙 직후 공중에서 폭발하면서 탑승객 전원이 사망하고, 이륙 직전 앨릭스와 함께 내렸던 사람들만이 가까스로 죽음을 피한다. 그러나 생존자들은 이후 갑작스럽고 기이한 사고로 하나씩 죽어 나가기 시작한다. 일부는 앨릭스가 예언을 통해 저주를 내렸기 때문에 죽음이 일어나고 있다고 의심해 충돌한다.
이들과 마주친 장의사 블러드워스는 죽음은 우연이 아니라 정교한 디자인이라고 설명한다. 주변 일상 모든 것이 죽음의 직접 단서이자 덫이며, 사신을 속이면 새로운 죽음의 디자인이 실행을 기다릴 뿐이다.

## 출연진
- 데번 사와 - 앨릭스 브라우닝 역
- 앨리 라터 - 클리어 리버스 역
- 커 스미스 - 카터 호턴 역
- 크리스틴 클로크 - 밸러리 루턴 씨 역
- 대니얼 로벅 - 웨인 요원 역
- 로저 갠베어 스미스 - 슈렉 요원
- 채드 도넬라 - 토드 왜그너 역
- 숀 윌리엄 스콧 - 빌리 히치콕 역
- 토니 토드 - 윌리엄 블러드워스 역
- 어맨다 데트머 - 테리 체이니 역
- 브렌던 페어 - 조지 왜그너 역
- 바버라 타이슨 - 바버라 브라우닝 역

## 제작

### 촬영
극중 무대는 뉴욕주 롱아일랜드이며, 대사에 나소군이 언급된다. 이들이 보잉 747에 오르는 장소는 존 F. 케네디 국제공항 공항이지만 실제 촬영은 밴쿠버 국제공항에서 이뤄졌다.

## 속편
- 《파이널 데스티네이션 2》
- 《파이널 데스티네이션 3》
- 《파이널 데스티네이션 4》
- 《파이널 데스티네이션 5》

## 우리말 녹음
SBS 성우진 (2001년 6월 24일)
- 김일 - 앨릭스(데번 사와)
- 김승준 - 카터(커 스미스)
- 우정신 - 클리어(앨리 라터)
- 이연희 - 루턴(크리스틴 클로크)
- 김영선 - 빌리(숀 윌리엄 스콧)
- 한호웅 - 토드(채드 도넬라)
- 정미연 - 테리(어맨다 데트머)
- 설영범
- 임은정
- 홍승섭
- 조영미
- 정남
- 김호성
- 변영희